# Маттео Руджері
Маттео Руджері (італ. Matteo Ruggeri; нар. 11 липня 2002, Сан-Джованні-Б'янко) — італійський футболіст, захисник «Аталанти».

## Клубна кар'єра
Народився 11 липня 2002 року в місті Сан-Джованні-Б'янко. Вихованець футбольної школи клубу «Аталанта». 3 листопада 2020 року в поєдинку Ліги чемпіонів проти англійського «Ліверпуля» Маттео дебютував за основний склад. 8 листопада в матчі проти «Інтернаціонале» він дебютував в Серії А.
26 липня 2021 року був орендований «Салернітаною», у складі якої за сезон 2021/22 взяв участь у 14 іграх Серії A, після чого повернувся до «Аталанти».

## Виступи за збірні
2018 року дебютував у складі юнацької збірної Італії (U-17), з якою наступного року поїхав на юнацький чемпіонат Європи 2019 року в Ірландії, на якому зіграв у чотирьох матчах і став віце-чемпіоном Європи. Цей результат дозволив Маттео з командою взяти участь і у юнацькому чемпіонаті світу 2019 року у Бразилії. На турнірі він зіграв у всіх чотирьох матчах, а італійці вилетіли на стадії чвертьфіналу від господарів турніру бразильців, які в підсумку і виграти змагання.
Згодом грав за збірну U-18, а 2020 року провів одну гру у складі збірної 19-річних.

## Статистика виступів

### Статистика клубних виступів
Станом на 15 липня 2022
| Сезон             | Команда           | Чемпіонат         | Чемпіонат | Чемпіонат | Національний кубок | Національний кубок | Національний кубок | Континентальні кубки | Континентальні кубки | Континентальні кубки | Інші змагання | Інші змагання | Інші змагання | Усього | Усього | Усього |
| Сезон             | Команда           | Ліга              | Ігор      | Голів     | Ліга               | Ігор               | Голів              | Ліга                 | Ігор                 | Голів                | Ліга          | Ігор          | Голів         | Ігор   | Голів  |        |
| ----------------- | ----------------- | ----------------- | --------- | --------- | ------------------ | ------------------ | ------------------ | -------------------- | -------------------- | -------------------- | ------------- | ------------- | ------------- | ------ | ------ | ------ |
| 2020–21           | «Аталанта»        | A                 | 6         | 0         | КІ                 | 0                  | 0                  | ЛЧ                   | 2                    | 0                    |               | -             | -             | 8      | 0      |        |
| 2021–22           | «Салернітана»     | A                 | 14        | 0         | КІ                 | 1                  | 0                  | -                    | -                    | -                    | -             | -             | -             | 15     | 0      |        |
| Усього за кар'єру | Усього за кар'єру | Усього за кар'єру | 20        | 0         |                    | 1                  | 0                  |                      | 2                    | 0                    |               | -             | -             | 23     | 0      |        |

## Досягнення
- Переможець Ліги Європи УЄФА (1):

«Аталанта»: 2023–24